# Appleby Magna South
Appleby Magna South var en civil parish 1889–1898 när det uppgick i Appleby Magna, i grevskapet Leicestershire, i England. Civil parish var belägen 13 km från Coalville och hade 285 invånare år 1891.